# Fallet Hammarskjöld
Fallet Hammarskjöld (originaltitel: Cold Case Hammarskjöld) är en dansk-norsk-svensk-belgisk dokumentärfilm som hade svensk premiär den 15 mars 2019. Filmen är regisserad av Mads Brügger, som även skrivit manus.

## Handling
Filmen handlar om den svenske generalsekreteraren för FN, Dag Hammarskjöld,  och specifikt hans död. Filmen tar sin utgångspunkt i att den flygplanskrasch i vilken Dag Hammarskjöld dog, inte var en olycka utan att planet i själva verket blev nedskjutet.

## Medverkande (i urval)
- Mads Brügger – Sig själv
- Göran Björkdahl – Sig själv
- Dag Hammarskjöld – Sig själv (arkivmaterial)
- Neddy Banda – Sig själv
- Jan Beuckels – Sig själv
- Hilding Björkdahl – Sig själv